# 内尔河畔欧比尼
内尔河畔欧比尼（法語：Aubigny-sur-Nère，法語發音：[obiɲi syʁ nɛʁ]），法国中部城市，中央-卢瓦尔河谷大区谢尔省的一个市镇，隶属于维耶尔宗区，其市镇面积为61.53平方公里，2022年1月1日时人口数量为5,464人，在法国城市中排名第2,014位。
内尔河畔欧比尼位于谢尔省北部，内尔河畔，是一个区域性的中心城市，多条公路在此交汇。

## 地名来源
“欧比尼”一名来源于当地历史上的领主“Albinius”。

## 历史
内尔河畔欧比尼成立于1906年8月23日，由欧比尼城（Aubigny-Ville）和欧比尼乡（Aubigny-Villages）两地合并而成。
欧比尼城在高卢时期就已形成聚落。其城市最初于公元11世纪在圣玛尔定圣殿的宪章中被记载。1423年，查理七世为感谢苏格兰贵族约翰·斯图阿尔特（Jean Stuart）在英法百年战争中对法兰西军队的帮助，将欧比尼城赐给了他。约翰及其后代在欧比尼城大兴土木，当地出现了大批带有苏格兰风格的建筑。1672年，斯图阿尔特家族绝嗣，欧比尼城重归法兰西王室。法国大革命后，内尔河畔欧比尼成为谢尔省的一个市镇，并在1795至1800年间为该省的一个地区行署。工业革命期间，一条纵贯南北的铁路由此通过，后因客流较小而于1939年关闭。
欧比尼村则长期为一处普通农业村落。

## 地理

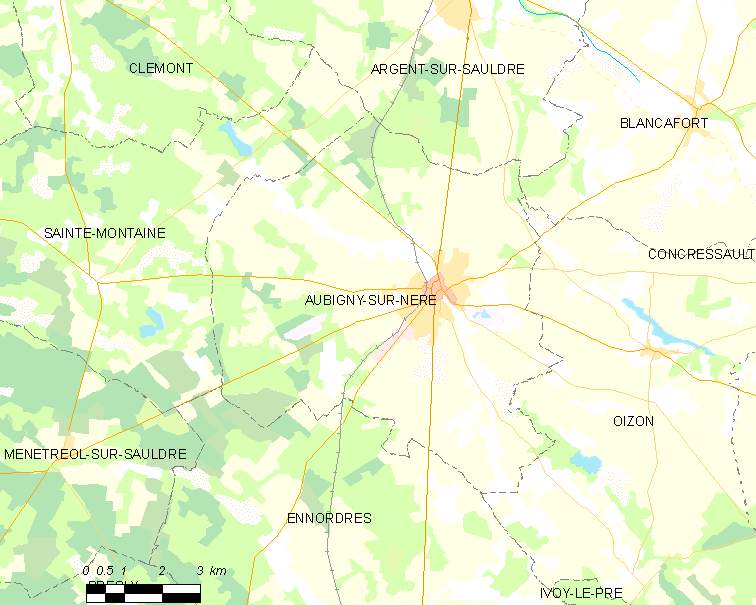
内尔河畔欧比尼市镇范围地图

内尔河畔欧比尼位于法国中部，中央-卢瓦尔河谷大区东部和谢尔省北部，距离省会布尔日大约50公里。与内尔河畔欧比尼接壤的市镇包括：索尔德河畔阿尔让、布朗卡福尔、埃诺德尔、瓦宗、圣蒙泰娜。

### 地形
内尔河畔欧比尼位于索洛涅平原东部，境内以平原为主，市镇中心地势较为平坦，东南部略有起伏，全境海拔在161到233米之间。

### 水文
内尔河自东南向西北流经境内，属于卢瓦尔河流域。

### 植被
内尔河畔欧比尼属于温带阔叶混交林区，市中心的大花园（Grand Jardin）是当地主要的城市绿地，林地则广泛分布于市镇范围西部地区，后者属于索洛涅森林的一部分。
在鲜花城市的评比中，内尔河畔欧比尼被评为4星级（最高级）鲜花城市。

### 气候
内尔河畔欧比尼在柯本气候分类法中属于温带海洋性气候。

## 行政区划
内尔河畔欧比尼是法国中央-卢瓦尔河谷大区谢尔省的一个市镇，编号为18015。内尔河畔欧比尼隶属于维耶尔宗区以及谢尔省第一选区，管理内尔河畔欧比尼县，同时也是索尔德和索洛涅市镇公共社区的组成部分。
法国国家统计与经济研究所（简称）在进行数据统计时，将内尔河畔欧比尼单独设为内尔河畔欧比尼城市核心区，并将包括核心区在内的周边共3个市镇划为内尔河畔欧比尼城市区。自2020年起，内尔河畔欧比尼城市区被包含16个市镇的内尔河畔欧比尼城市辐射区代替。此外，还将内尔河畔欧比尼市镇整体看作一个“块区”（IRIS）。

## 交通

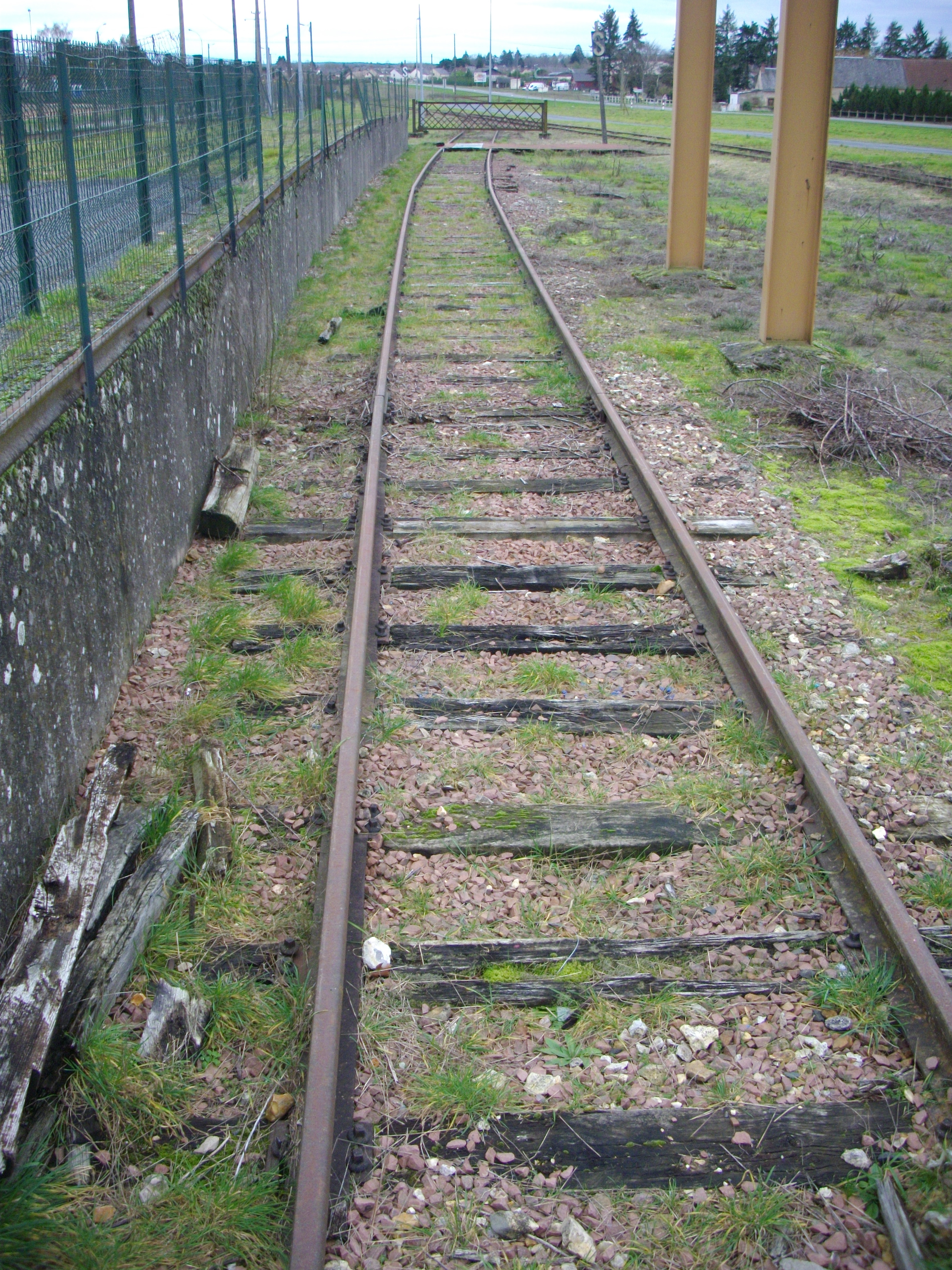
途径内尔河畔欧比尼的铁路

### 公路
多条谢尔省省道在内尔河畔欧比尼境内交汇。中央-卢瓦尔河谷大区下属的城际客运提供巴士线路，可前往日安和布尔日以及沿途各市镇。
2017年，69.1%的内尔河畔欧比尼家庭拥有至少一辆私人汽车。2019年，内尔河畔欧比尼境内共发生各类交通事故1起，造成1人受伤。

### 铁路
途径内尔河畔欧比尼的欧克西-瑞朗维尔－布尔日铁路已于1939年停止客运服务。距离内尔河畔欧比尼最近的客运铁路车站为日安站，后者停靠往返于巴黎和讷韦尔一线的区域列车。

### 航空
距离内尔河畔欧比尼最近的民用航空站为巴黎-奥利机场，距离内尔河畔欧比尼市中心的公路里程约165公里。

### 城市公共交通
截至2021年9月，内尔河畔欧比尼暂无城市公共交通系统。

## 政治
内尔河畔欧比尼的现任市长为萝朗丝·勒尼耶女士（Laurence Renier），她是共和党的一名成员，在2020年的市政选举中获得了47.18%的支持率。
在2017年的法国总统大选中，法国第25任总统埃马纽埃尔·马克龙在内尔河畔欧比尼获得了61.97%的支持率。

## 人口
2018年，内尔河畔欧比尼市镇人口数量为5,477，在法国排名第2,014位。其中男性2,628人，女性2,860人，75岁及以上人口占13.2%，外籍人口数量为1,085人，人口密度为89人/平方公里，当地居民被称为（男性）或（女性）。2019年，内尔河畔欧比尼境内出生37人，死亡人口82人。
| 年份   | 1936  | 1946  | 1954  | 1962  | 1968  | 1975  | 1982  | 1990  | 1999  | 2006  | 2007  | 2012  | 2017  | 2018  |
| ------ | ----- | ----- | ----- | ----- | ----- | ----- | ----- | ----- | ----- | ----- | ----- | ----- | ----- | ----- |
| 人口數 | 3,758 | 3,694 | 3,894 | 4,569 | 5,242 | 5,468 | 5,600 | 5,803 | 5,907 | 5,775 | 5,751 | 5,590 | 5,488 | 5,477 |

## 经济
截止2021年8月，内尔河畔欧比尼是一个区域性的中心城市，当地共有各类用人单位（包含自雇）637家，平均历史为22年，其中99.07%为中小型企业（PME）。（液压生产）、（汽车销售）及（工业机械）是当地2019年营业额最高的三个企业，分别为171,615,572欧元、31,650,731欧元和11,197,554欧元。

## 财政收入
2019年，内尔河畔欧比尼的财政收入总额为10,331,100欧元，财政支出总额为9,900,970欧元，当年的债务总额为2,746,270欧元。2021年，内尔河畔欧比尼共获得874,859欧元的国家财政补助，比上一年减少了0.37%。
2017年，内尔河畔欧比尼的人均月收入总额为1,954欧元，其中高级职员为3,098欧元，低于法国平均水平（4,214欧元）；中级职员为2,299欧元，低于法国平均水平（2,353欧元）；普通职员为1,577欧元，亦低于法国平均水平（1,690欧元）。
2017年，内尔河畔欧比尼境内的青壮年（15至64岁）失业率为11.7%，当地51%的家庭拥有纳税资格，平均纳税2,136欧元，低于法国平均水平（3,888欧元）。

## 社会事务

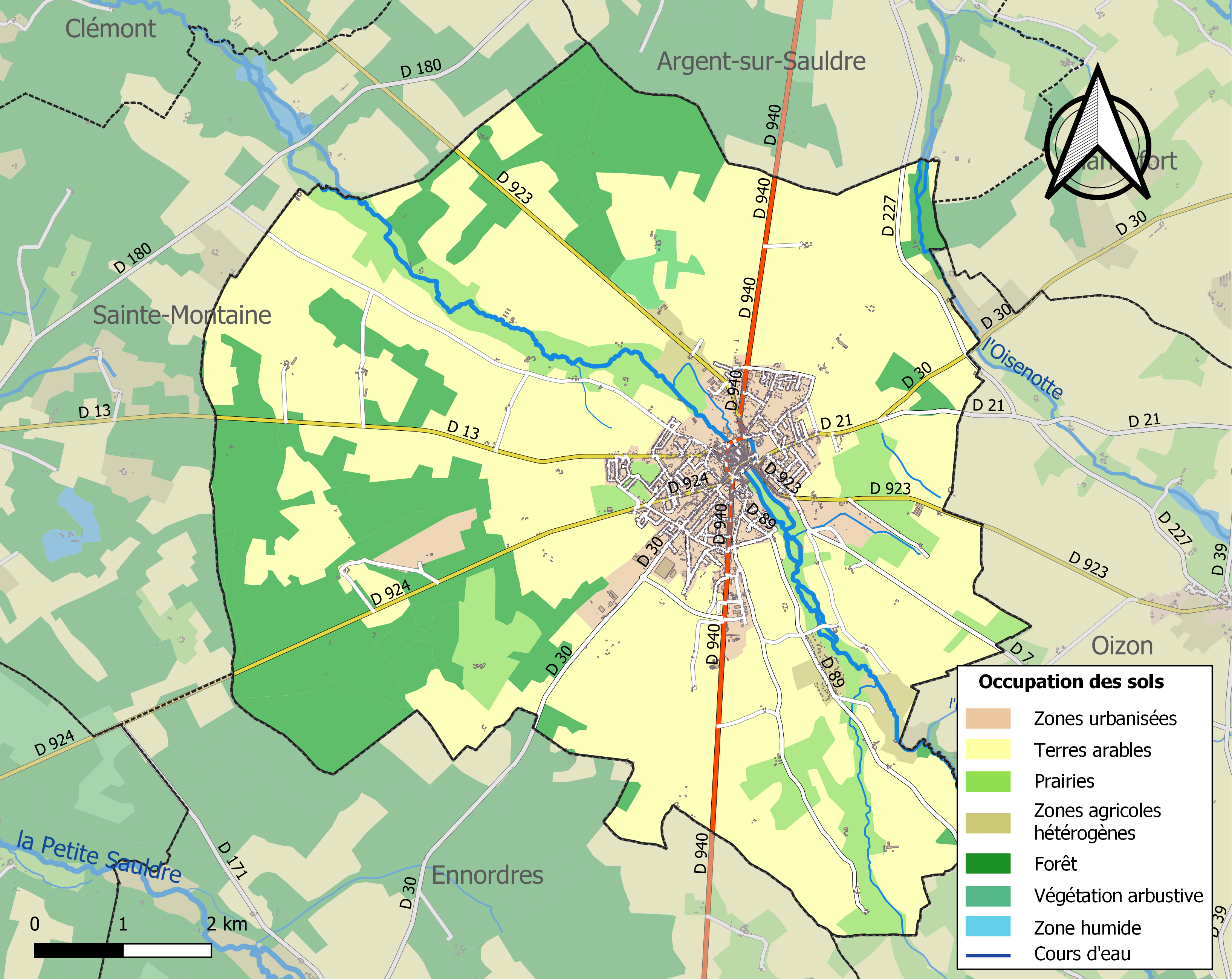
内尔河畔欧比尼土地利用情况地图

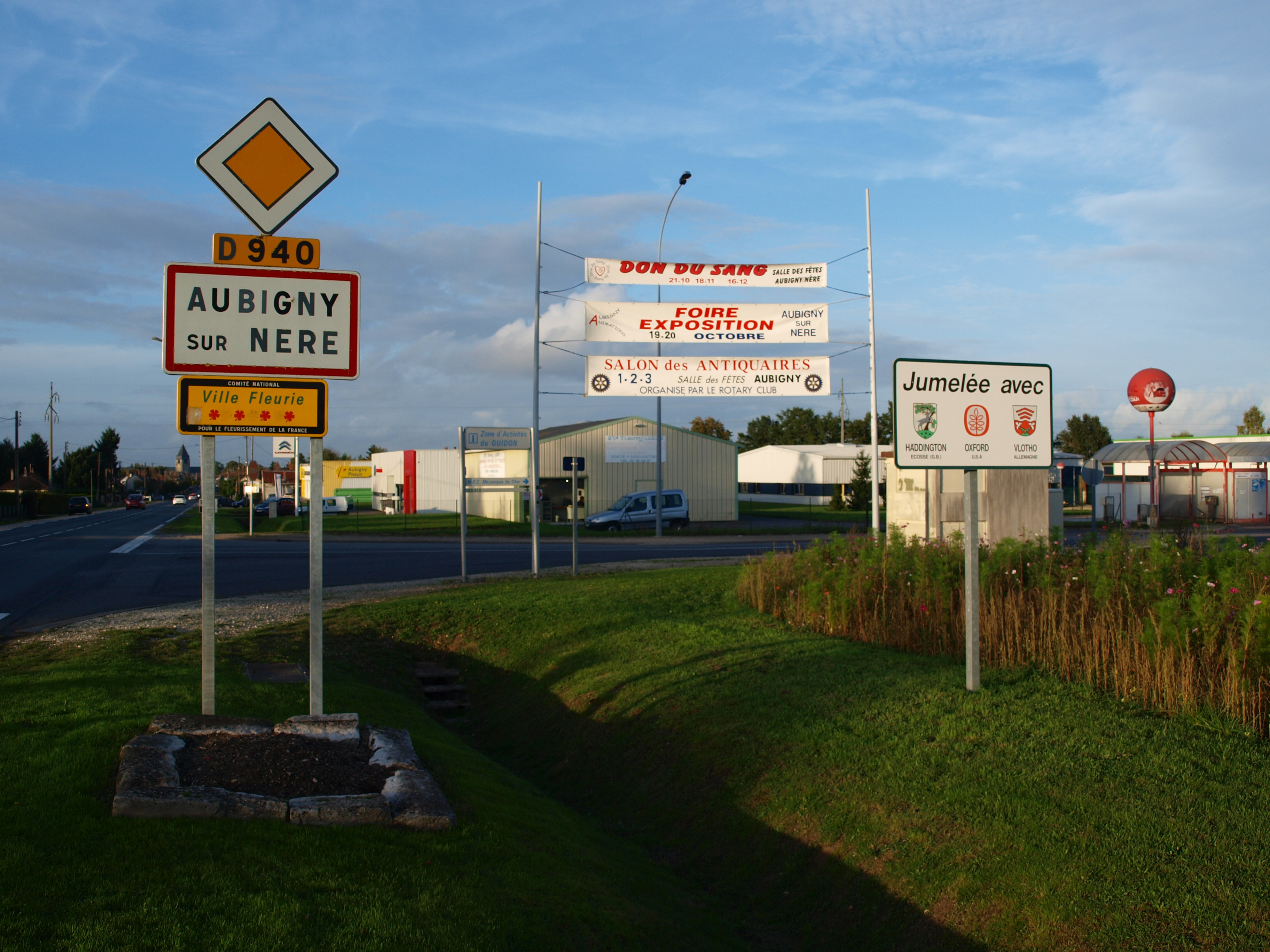
内尔河畔欧比尼入城路牌

### 教育
内尔河畔欧比尼属于奥尔良-图尔学区。截止2019年1月1日，内尔河畔欧比尼境内共有1所幼儿园、2所小学和1所初级中学。2018至2019学年度，内尔河畔欧比尼境内共有在校中等教育阶段学生562名。

### 医疗
截止2019年1月1日，内尔河畔欧比尼境内共有全科医生6名、保健师7名、牙医3名和护士7名。境内共有药房3家、养老院1家、残疾人帮扶中心3家。
内尔河畔欧比尼距离奥尔良大学河源医院（Hôpital d'Orléans la Source）的正常车程在1小时以内。

### 住房
2017年，内尔河畔欧比尼境内共有各类住房3,168套，其中84.2%为独立式居民区，主要分布于市区X部；15.3%为集中式居民区，主要分布于市区X部。常住房屋占内尔河畔欧比尼市镇范围内居民建筑总量的82.3%。
在住房保障政策方面，2017年，内尔河畔欧比尼境内共有541户家庭获得了住房经济补助，受益人数占总人口数量的9.9%，其中509份为房租补助。

### 商业
2019年，内尔河畔欧比尼境内共有各类实体商铺157家，其中餐厅14家、大型超市5家、杂货店1家、面包房4家、肉铺5家、书店1家、装饰品店1家、银行门店7家、美容美发店12家、汽车维修店17家。市区北部建有Intermarché大型超市。

### 体育
2019年，内尔河畔欧比尼境内共有1家游泳池、2间体育馆、2座综合体育场、5处网球场、3处足球或橄榄球场以及1处篮球或排球场。
截至2021年9月，内尔河畔欧比尼体育前进队（Entente Sportive Aubigny）是当地的一支足球队，2021至2022赛季参加中央-卢瓦尔河谷大区足球联赛。

### 环境
内尔河畔欧比尼的环境事务由其所属的公共社区负责。2019年，内尔河畔欧比尼境内共有1家污染企业。

### 治安
2019年，内尔河畔欧比尼市镇范围内有1处宪兵队。
2014年，内尔河畔欧比尼及附近地区共发生各类案件1,606起，其中盗窃类案件1,020起，经济类案件170起，毒品交易类案件54起。

## 文化
2019年，内尔河畔欧比尼境内有1家电影院。内尔河畔欧比尼市政府提供多媒体中心，向公众全年开放。

### 建筑
内尔河畔欧比尼境内有多处历史建筑，其中斯图阿尔特家族城堡、圣马丁教堂等为法国国家文物保护单位。

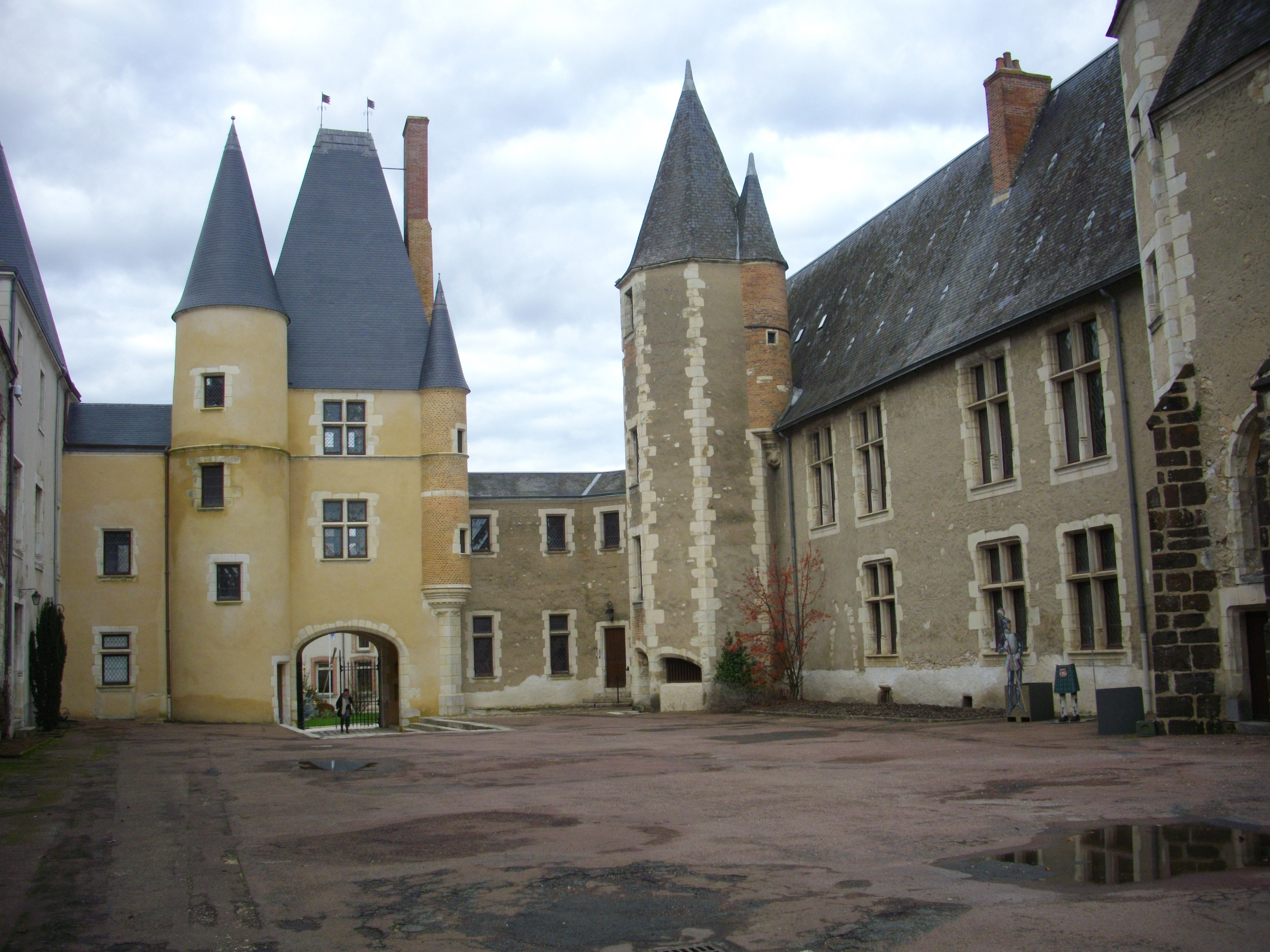
斯图阿尔特家族城堡（法语：Château des Stuarts）
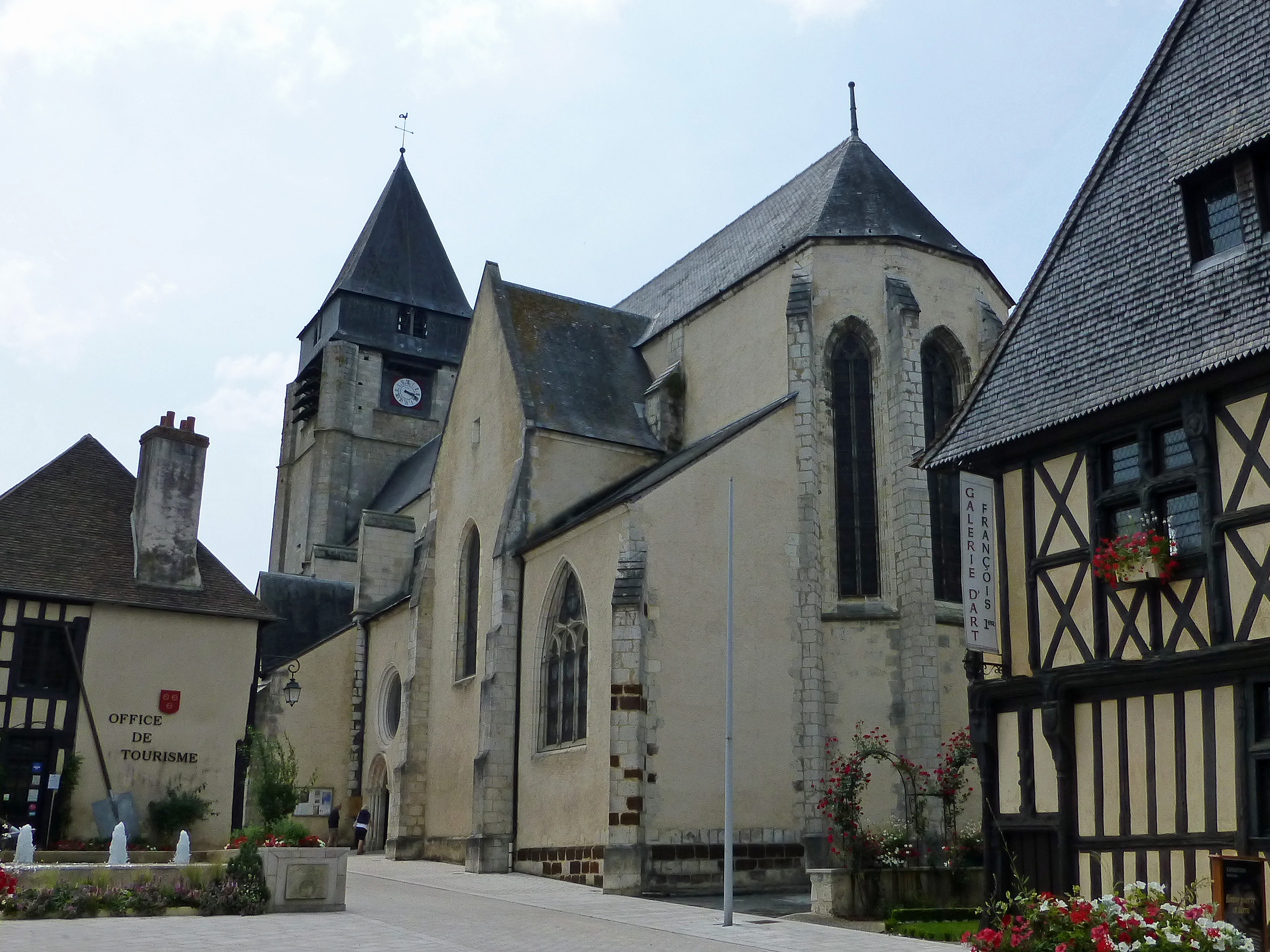
圣马丁教堂
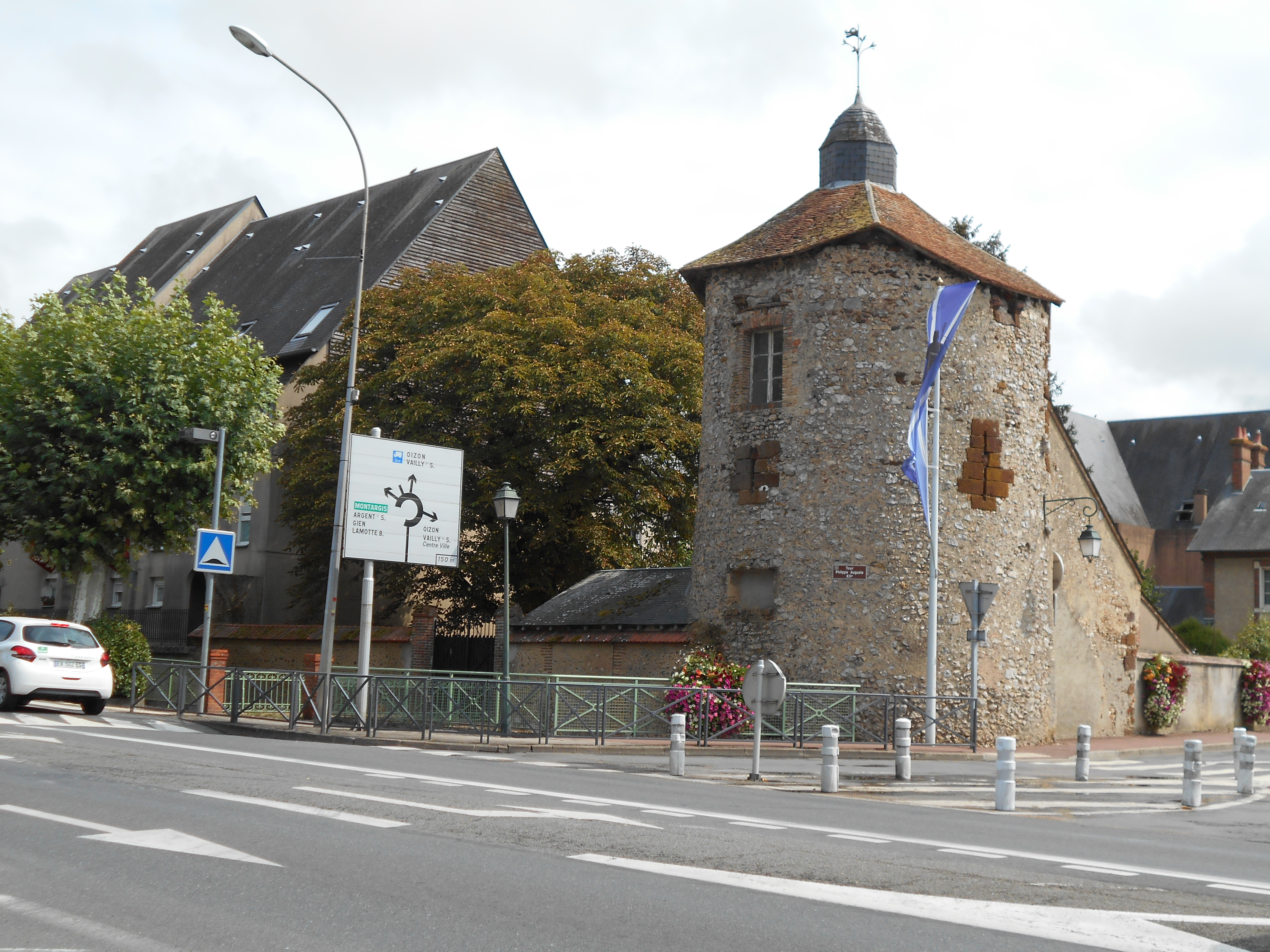
城墙旧址
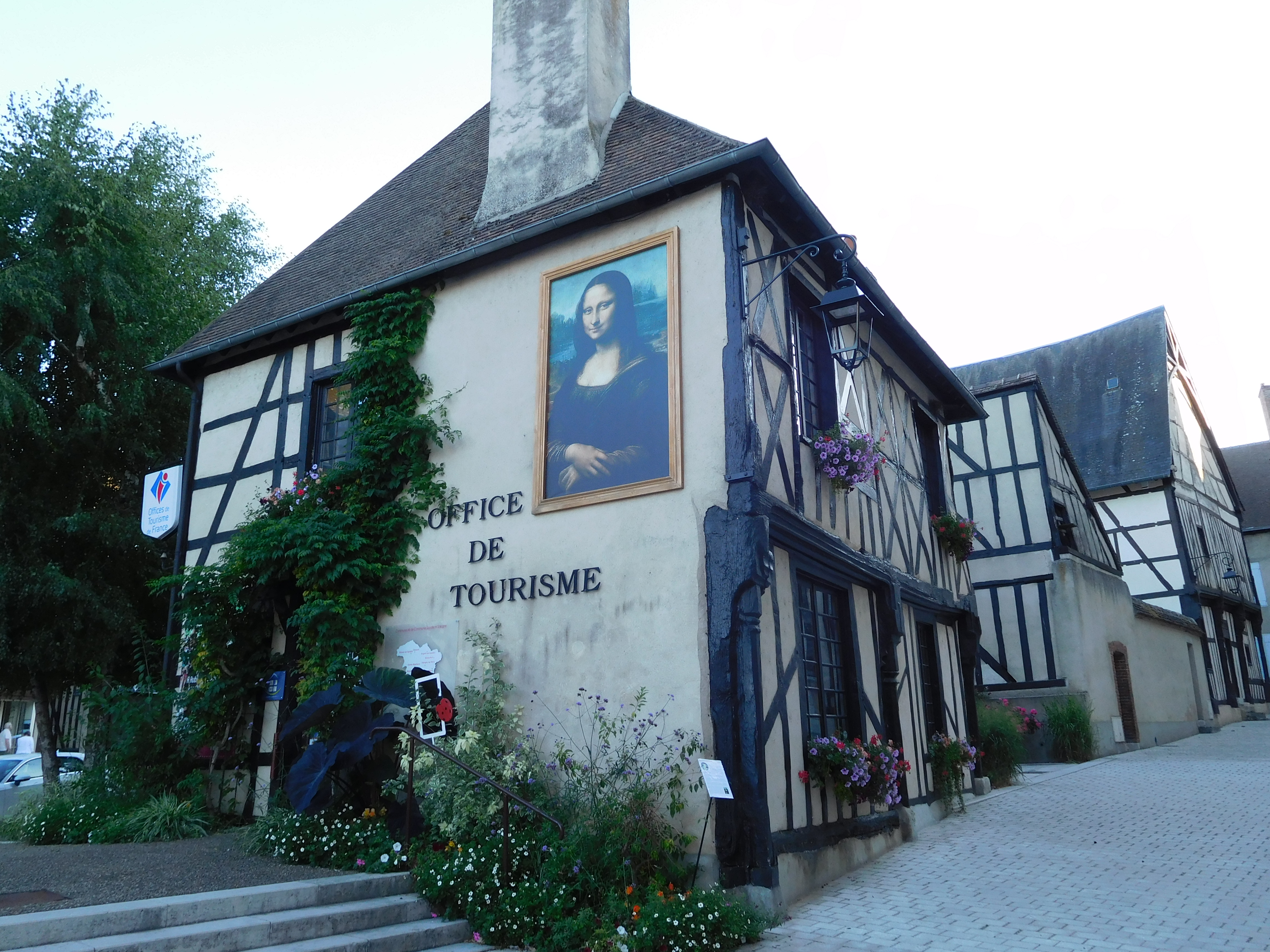
游客中心
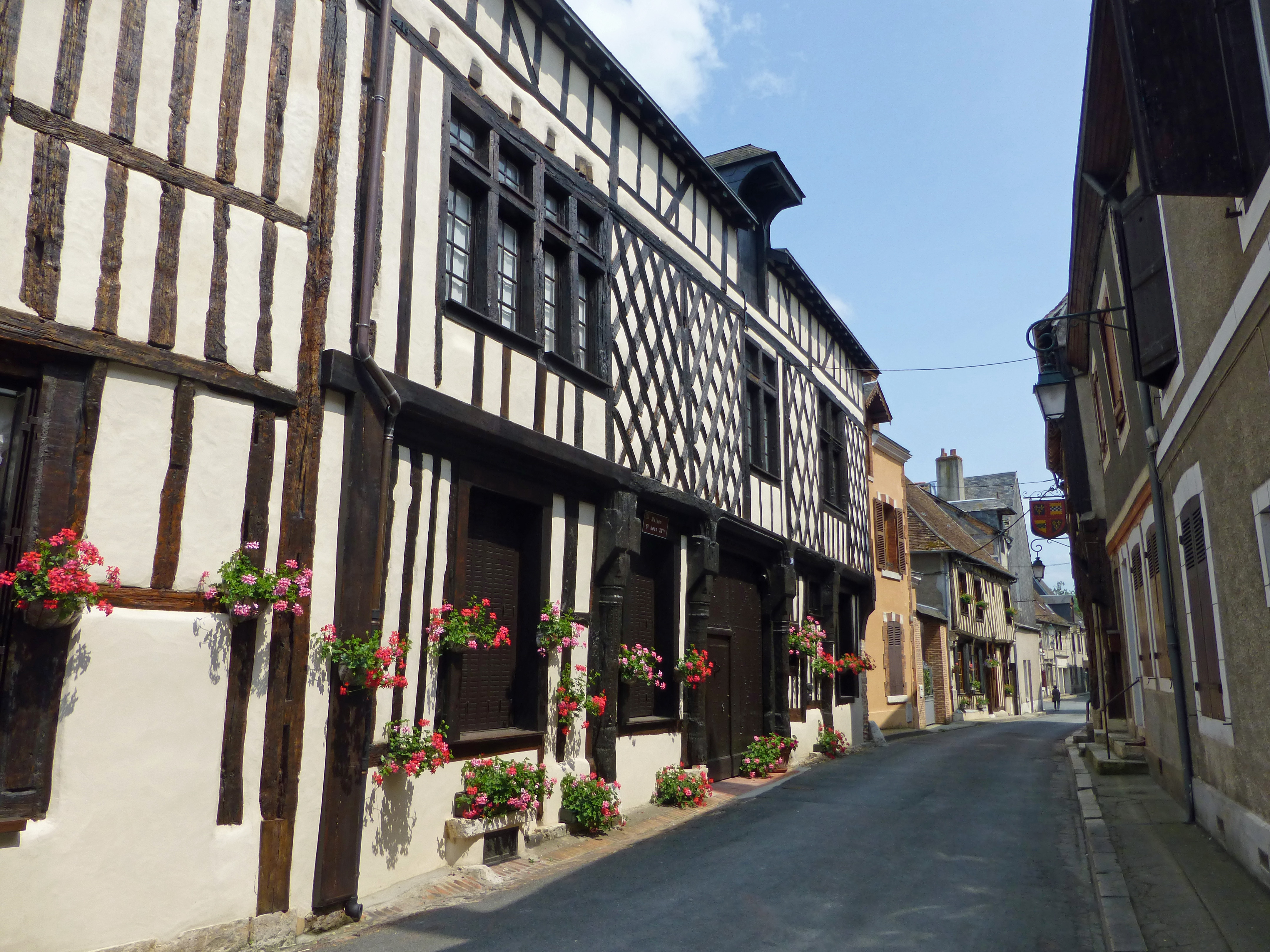
传统居民建筑1
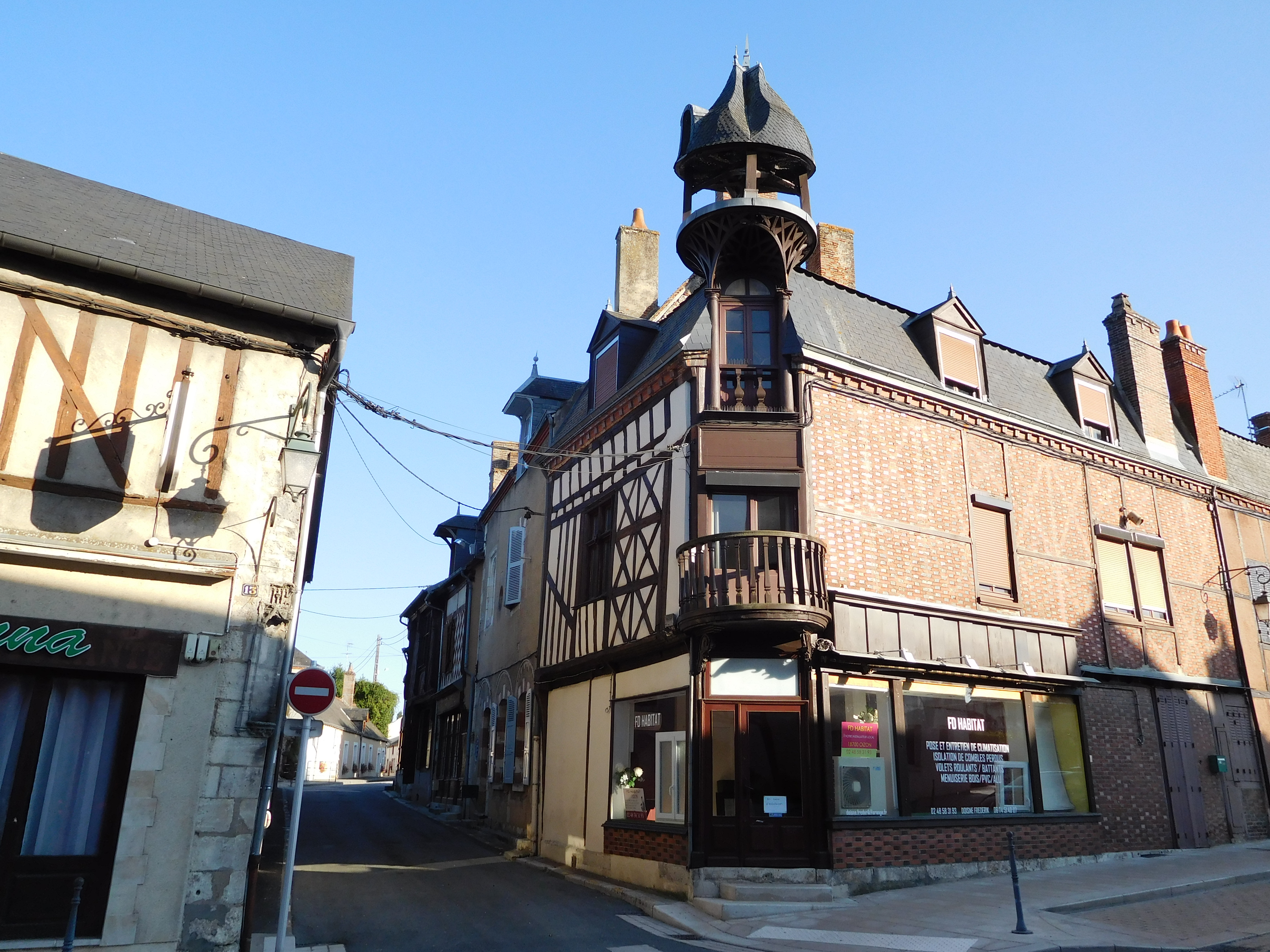
传统居民建筑2

### 旅游
内尔河畔欧比尼的旅游事务由其所属的公共社区负责。2020年，内尔河畔欧比尼境内共有2家酒店共计35间房间；另有1个露营地，可容纳共100辆露营车。

### 媒体
法国主要的媒体均可在内尔河畔欧比尼接收，法国电视三台下属的中央-卢瓦尔河谷大区频道在部分时段播出内尔河畔欧比尼所属区域的地方新闻。

## 友好城市
截至2021年8月，内尔河畔欧比尼共与三座城市互为友好城市关系：
- 苏格兰 哈丁敦
- 美国 牛津
- 德国 Vlotho